# Termopila

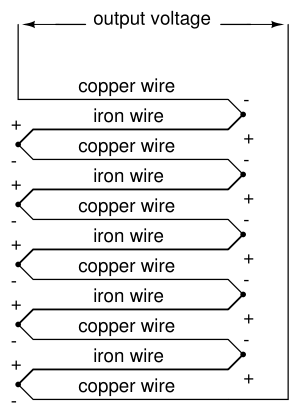
Termopila, compuesta de termopares múltiples en serie. Si los extremos de la izquierda y de la derecha están a la misma temperatura, los voltajes se cancelan, dando una salida cero. Si un lado está caliente y el otro frío, la producción total de voltaje resultante es igual a la suma de los diferenciales de voltaje de cada par.

Una termopila es un dispositivo electrónico que convierte energía térmica en energía eléctrica. Está compuesto de varios termopares conectados normalmente en serie o, menos generalmente, en paralelo.
Las termopilas no responden a la temperatura absoluta, sino que generan un voltaje proporcional a una diferencia de temperatura local o gradiente de temperatura.
Proporcionan un voltaje de salida en respuesta a un gradiente de temperatura, formando parte de dispositivos como los termómetros infrarrojos ampliamente utilizados por los profesionales médicos para medir la temperatura corporal. Son también utilizados ampliamente en sensores de flujo térmico (como la termopila de Moll y el pirheliómetro de Eppley) y en controles de seguridad de quemadores de gas.  La diferencia de tensión generada por una termopila normalmente está en la gama de decenas o centenares de milivoltios. Registrando las variaciones del nivel de la señal, el dispositivo puede proporcionar promedios volumétricos de temperatura.
También se utilizan para generar energía eléctrica a partir del calor desprendido por componentes eléctricos, el viento solar, los materiales radioactivos, la radiación láser o la combustión. El proceso es también un ejemplo del efecto Peltier (transferencia de la energía del calor en forma de corriente eléctrica), dentro de los procesos de transmisión de la energía entre puntos calientes y fríos.